# Гоув, Дэвид
Дэ́вид То́мас Го́ув (англ. David Thomas Gove; 4 мая 1978, Сентервилл — 5 апреля 2017, Питтсбург) — американский хоккеист, центральный и крайний нападающий. Выступал на профессиональном уровне в период 2000—2009 годов, играл в пяти профессиональных лигах за 11 разных клубов, в том числе представлял клуб НХЛ «Каролина Харрикейнз» — в его составе в 2006 году стал обладателем Кубка Стэнли.
Также известен как хоккейный тренер, занимал должность главного тренера команды «Уилинг Нэйлерз».

## Биография
Дэвид Гоув родился 4 мая 1978 года в поселении Сентервилл округа Барнстабл, штат Массачусетс.
Начинал спортивную карьеру в 1997 году во время учёбы в Университете Западного Мичигана, в течение четырёх сезонов представлял университетскую хоккейную команду на соревнованиях первого дивизиона Национальной ассоциации студенческого спорта.

### Профессиональная карьера
Окончив университет, в сезоне 2000/01 дебютировал на профессиональном уровне, присоединившись к небольшому американскому клубу «Орландо Солар Бирс», выступавшему в восточной конференции Международной хоккейной лиги. За достаточно короткий промежуток времени сменил несколько команд, в том числе играл за «Джонстаун Чифс» из Хоккейной лиги Восточного побережья, «Ларедо Бакс» из Центральной хоккейной лиги, «Гранд-Рапидс Гриффинс», «Сан-Антонио Рэмпэйдж», «Юта Гриззлис», «Провиденс Брюинз», «Лоуэлл Лок Монстерс» из Американской хоккейной лиги.
В сезоне 2005/06 впервые выступил в Национальной хоккейной лиге, выйдя на лёд в составе «Каролина Харрикейнз» против «Монреаль Канадиенс» — набрал в этом матче одно очко, отдав голевую передачу Эрику Стаалу, тем не менее, этот матч оказался для него единственным в этом сезоне в НХЛ. Спустя несколько месяцев «Каролина» завоевала Кубок Стэнли, однако имя Гоува не было выгравировано на трофее, поскольку он не сыграл половины игр регулярного чемпионата и не участвовал в финале плей-офф. При всём при том, как члена «скамейки запасных» его запечатлели на общей командной фотографии победителей и позволили ему поднять кубок над головой, а позже наградили чемпионским перстнем.
Следующий сезон 2006/07 Дэвид Гоув провёл большей частью в фарм-клубе «Олбани Ривер Рэтс» — выходил на лёд в 49 играх, набрав 21 очко. Однажды ему вновь довелось сыграть за «Харрикейнз», подменив травмировавшегося нападающего Кита Окойна — в этом матче он никак себя не проявил и вскоре вернулся в менее престижную лигу. В сезоне 2007/08, продолжая выступать за «Олбани», он ещё несколько раз вызывался в состав «Харрикейнз», но на лёд его так и не выпустили.
В январе 2008 года Гоува обменяли на проспекта Джо Дженсена из «Питтсбург Пингвинз». Он достаточно успешно отыграл два сезона за их фарм-клуб «Уилкс-Барре/Скрэнтон Пингвинз», в частности дошёл с командой до финала Кубка Колдера, уступив в решающей серии со счётом 2:4 клубу «Чикаго Вулвз». По окончании второго сезона в 2009 году из-за серьёзной травмы шеи принял решение завершить карьеру хоккеиста, в общей сложности сыграл на профессиональном уровне в пяти разных лигах 522 игры.

### Тренерская карьера
Перед началом сезона 2015/16 был приглашён на должность помощника главного тренера Кларка Донателли в команде «Уилинг Нэйлерз» из Хоккейной лиги Восточного побережья. В декабре 2015 года Донателли перешёл в аффилированный клуб «Уилкс-Барре/Скрэнтон Пингвинз», а Гоув временно стал исполняющим обязанности главного тренера. В январе 2016 года утвердился на посту главного тренера «Нэйлерз», но в апреле в самый разгар плей-офф в связи с частым отсутствием был уволен. В июле его место занял канадский тренер Джефф Кристиан.

### Смерть
5 апреля 2017 года Дэвида Гоува обнаружили мёртвым в приюте для бездомных в окрестностях Питтсбурга. Рядом с телом были найдены несколько пакетиков с героином. Хотя точную причину смерти так и не объявили, в его крови также были обнаружены следы сильнодействующего опиоидного анальгетика карфентанила, и по всей очевидности смерть наступила в результате передозировки. По данным газеты The Boston Globe, хоккеист уже достаточно долгое время испытывал проблемы с болеутоляющими наркотическими веществами — из-за этого он влез в долги и даже вынужден был продать свой чемпионский перстень.
В последние годы жизни Гоув обвинял своего детского тренера Роберта Ричардсона в сексуальном насилии, отмечая, что в своё время это крайне негативно сказалось на его душевном здоровье, но он долгое время никому не говорил об этом, так как боялся повредить своей спортивной карьере. По этому факту было возбуждено уголовное дело и проведено расследование, однако незадолго до первого заседания суда в связи со смертью потерпевшего дело закрыли.

## Статистика выступлений
| 1997–98   | Уэстерн Мичиган               | CCHA      | 36  | 8  | 7   | 15  | 8   | —  | — | —  | —  | —  |
| 1998–99   | Уэстерн Мичиган               | CCHA      | 33  | 9  | 14  | 23  | 12  | —  | — | —  | —  | —  |
| 1999–00   | Уэстерн Мичиган               | CCHA      | 36  | 18 | 28  | 46  | 22  | —  | — | —  | —  | —  |
| 2000–01   | Уэстерн Мичиган               | CCHA      | 39  | 22 | 37  | 59  | 16  | —  | — | —  | —  | —  |
| 2000–01   | Орландо Солар Бирс            | IHL       | 9   | 1  | 1   | 2   | 2   | 1  | 0 | 0  | 0  | 0  |
| 2001–02   | Джонстаун Чифс                | ECHL      | 54  | 17 | 32  | 49  | 32  | 8  | 1 | 3  | 4  | 4  |
| 2001–02   | Гранд-Рапидс Гриффинс         | AHL       | 17  | 2  | 4   | 6   | 8   | —  | — | —  | —  | —  |
| 2002–03   | Ларедо Бакс                   | CHL       | 8   | 4  | 12  | 16  | 15  | —  | — | —  | —  | —  |
| 2002–03   | Сан-Антонио Рэмпэйдж          | AHL       | 72  | 15 | 20  | 35  | 30  | 3  | 0 | 1  | 1  | 0  |
| 2003–04   | Юта Гриззлис                  | AHL       | 75  | 14 | 22  | 36  | 28  | —  | — | —  | —  | —  |
| 2004–05   | Провиденс Брюинз              | AHL       | 70  | 13 | 18  | 31  | 30  | 17 | 3 | 3  | 6  | 14 |
| 2005–06   | Лоуэлл Лок Монстерс           | AHL       | 65  | 20 | 26  | 46  | 50  | —  | — | —  | —  | —  |
| 2005–06   | Каролина Харрикейнз           | NHL       | 1   | 0  | 1   | 1   | 0   | —  | — | —  | —  | —  |
| 2006–07   | Олбани Ривер Рэтс             | AHL       | 49  | 8  | 13  | 21  | 27  | 4  | 0 | 2  | 2  | 4  |
| 2006–07   | Каролина Харрикейнз           | NHL       | 1   | 0  | 0   | 0   | 0   | —  | — | —  | —  | —  |
| 2007–08   | Олбани Ривер Рэтс             | AHL       | 45  | 8  | 15  | 23  | 31  | —  | — | —  | —  | —  |
| 2007–08   | Уилкс-Барре/Скрэнтон Пингвинз | AHL       | 36  | 15 | 7   | 22  | 10  | 23 | 5 | 7  | 12 | 10 |
| 2008–09   | Уилкс-Барре/Скрэнтон Пингвинз | AHL       | 20  | 3  | 0   | 3   | 8   | —  | — | —  | —  | —  |
| Всего АХЛ | Всего АХЛ                     | Всего АХЛ | 449 | 98 | 125 | 223 | 222 | 47 | 8 | 13 | 21 | 28 |
| Всего НХЛ | Всего НХЛ                     | Всего НХЛ | 2   | 0  | 1   | 1   | 0   | —  | — | —  | —  | —  |